# Bugg
Bugg ist ein Gesellschafts- und Turniertanz, der paarweise getanzt wird, dabei gibt es keine feste Choreographie, sondern es wird fast ausschließlich improvisiert. Der Bugg kommt aus der Swing-Familie und ist sehr populär in Schweden. Die Musik kann jede Art von Popmusik im 4/4-Takt sein, das Tempo beträgt 30–45 Takte pro Minute. International werden Bugg-Turniere als Tanzsport von der World Rock’n’Roll Confederation (WRRC) koordiniert.

## Merkmale des Tanzes
Zum Bugg besteht keine feste Choreografie. Nur Schritte auf glatten Schlägen sind erlaubt, Akrobatik jeglicher Form dagegen nicht.

### Grundschritte des Mannes
Die Schritte des Mannes sind frei, aber sollten mit dem Schritt der Dame, der Gestalt und der Musik harmonieren. Grundprinzip ist aber, den linken Fuß auf den 1. oder 3. und den rechten Fuß auf den 2. und 4. Schlag des Taktes zu setzen.
Der Mann führt die Dame gegen den Uhrzeigersinn durch den Raum. Er kann verschiedene Haltungsarten verwenden, sie umkreist ihn wahlweise rechts oder links, dabei kann er auf der Stelle, nach rechts oder nach links tanzen. Um die Darbietung interessanter zu machen, kann er verschiedene Arten von Pausen nutzen. Die Arme sollten den Bewegungen auf eine natürliche Weise folgen.

### Grundschritte der Dame
Die Dame geht in doppeltem Tempo einen Schritt auf jedem Schlag. Der linke Fuß der Dame sollte immer auf den 2. und 4., der rechter Fuß auf den 1. und 3. Taktschlag gesetzt werden, es kann aber gezögert werden. Sie kann zu Fuß vorwärts, rückwärts oder eine halbe Drehung mit jedem Schritt gehen. Allerdings ist es erlaubt, mehr oder weniger als eine halbe Umdrehung auf einem Bein zu machen, eine volle Drehung (Spin) dagegen nicht. Drei Umdrehungen in der Zeit von zwei Drehungen oder schneller sind gestattet.
Die Dame geht bei jedem Schlag des Taktes und folgt dem Mann. Sie kann ebenfalls Pausen machen. Weil der Mann die Frau führt, improvisiert die Dame die ganze Zeit und muss auf die Führung des Mannes prompt reagieren. Dazu sind die Arme ständig leicht angespannt.

### Rhythm Breaks
Die folgenden Zögerschritte sind erlaubt:
- Kick Ball Change
- Ronde Ball Change

## Wettbewerb
In jeder Runde, einschließlich der abschließenden, werden alle Paare eine Öffnung und letzte Tanz Minuten
zusammen (nicht mehr als 12 Paare auf einmal). Dies wird gemacht, um zu zeigen, ob sie in der Lage sind, zu führen und in einem improvisierten Tanz zu folgen, während man eine Kollision miteinander vermeidet und die ganze Fläche auf effektive Weise nutzt. In den Vorrunden und im Halbfinale, tanzen zwei oder drei Paare (je nach Größe der Tanzfläche) zur gleichen Zeit. Die Dauer einer Darbietung beträgt 90 Sekunden oder länger, bis zum Ende der musikalischen Phrase. In der Endrunde tritt jedes Paar nacheinander auf; die Musik darf selbst ausgewählt werden.

## Spezielle Modalitäten für Wettbewerbe
Nebenfiguren sind nicht erlaubt. Der Tanz sollte ohne Pausen oder Unterbrechungen (Breaks) durchgeführt werden. Akrobatik, in welcher Form auch immer, ist nicht erlaubt. Als Musik wird jede Art von populärer Musik aus der Swing-Familie, aus den 60er Jahren bis heute, gespielt. Für die Interpretation ist die spontane Umsetzung von Musik in Tanz maßgebend. Free Varianten sind zulässig, wenn sie zur Musik passen. Alle Figuren- und Tanzelemente müssen durch visuelle Zeichen, Hand- oder Körperkontakt geführt werden. Nur Figuren mit Bodenkontakt dürfen getanzt werden (keine Hebefiguren).
Abschlussposen sind nicht erlaubt. Die Tanzrichtung ist gegen den Uhrzeigersinn um die Raummitte. Die Kleidung sollte zu Musik und Tanz passen und dem guten Geschmack entsprechen. Schuhe müssen zu jeder Zeit getragen werden.